# Alter Friedhof Eppstein

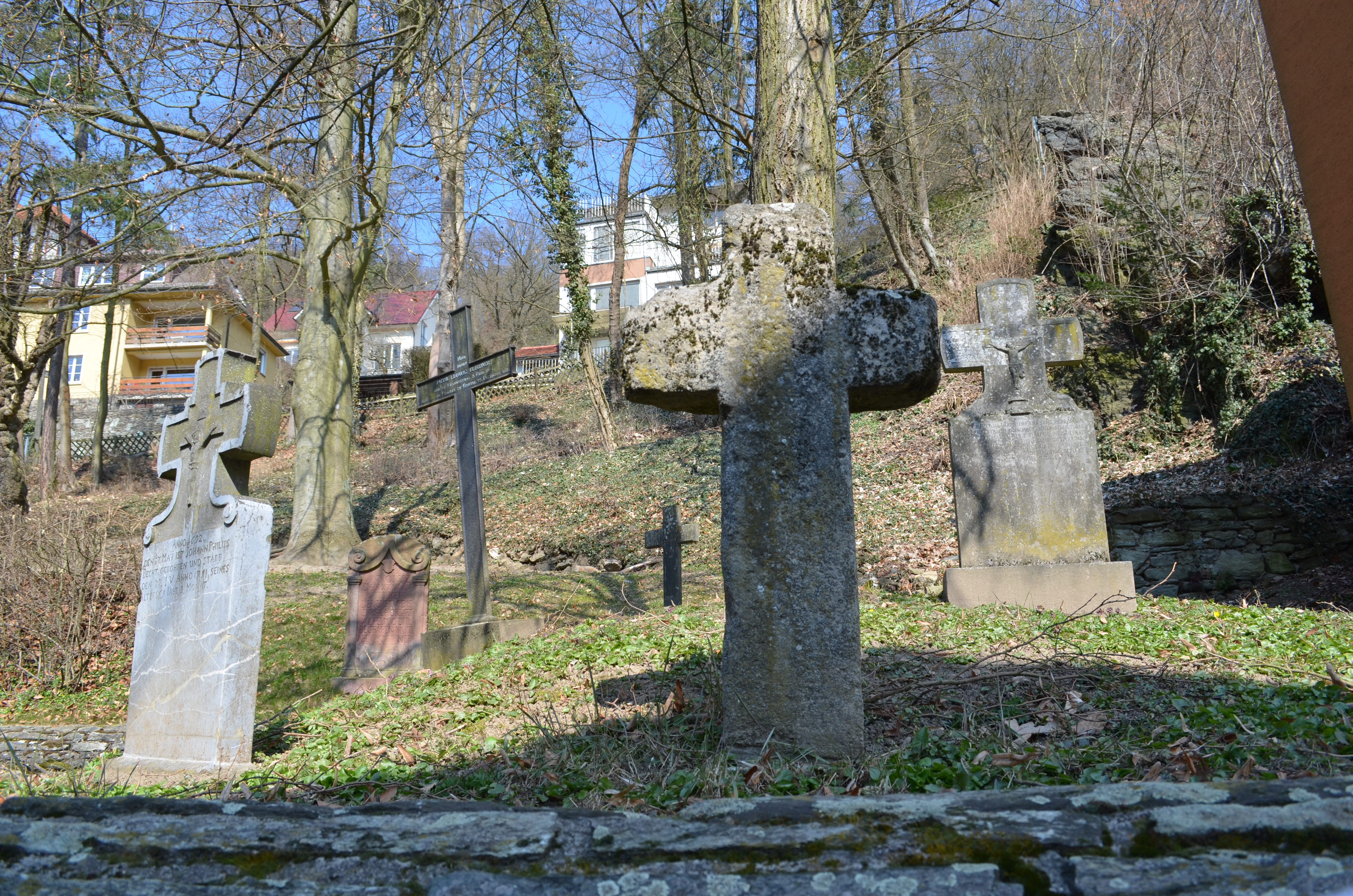
Alter Friedhof Eppstein

Der Alte Friedhof Eppstein war 1591 bis 1808 der Friedhof der evangelischen Kirchengemeinde Eppsteins und 1808 bis 1891 der Friedhof der Zivilgemeinde. Eine Reihe von historischen Grabsteinen auf dem Friedhof steht unter Denkmalschutz.

## Geschichte

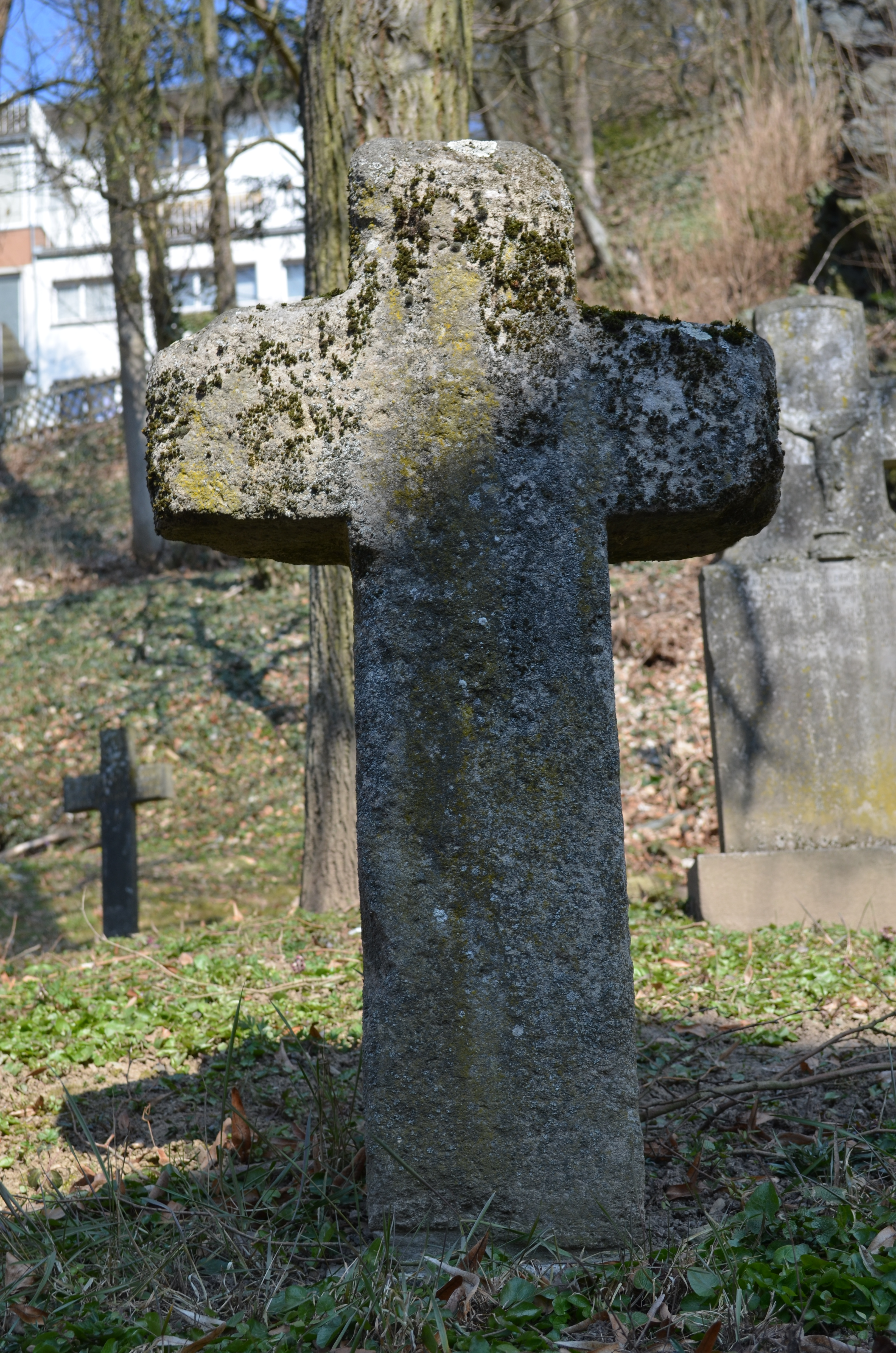
Sühnekreuz

Der Friedhof wurde knapp außerhalb der Stadt errichtet und seit 1591 mehrfach erweitert. Er ersetzte den bisherigen Kirchhof. Zuletzt erstreckte er sich zwischen der heutigen Burgstraße und der Kurmainzer Straße. In Richtung der Stadt bildete eine Felsengruppe die Grenze. Hier befand sich auch der Eingang.
Im Heiligen Römischen Reich war Eppstein ein evangelischer Ort. Entsprechend fanden Beerdigungen nur nach evangelischem Ritus statt. Dies galt auch für die wenigen Katholiken in Eppstein, sofern diese nicht im katholischen Fischbach begraben wurden (was wohl selten vorkam).
Mit dem Ende des alten Reiches kam Eppstein zum Herzogtum Nassau. Ab 1808 war dort die Zivilgemeinde für die Friedhöfe zuständig. 1815 kam es zur ersten Beerdigung nach katholischen Ritus.
Die Stadt wuchs im 19. Jahrhundert und der Friedhof lag nun inmitten der Stadt. Für die wachsende Bevölkerung wurde er zu klein, weswegen 1891 der heutige Friedhof eingeweiht wurde. Der alte Friedhof blieb bestehen, da die Ruhefristen nicht abgelaufen waren. Er wurde jedoch nicht neu belegt. 1935 wurde das Weltkriegsdenkmal auf dem Friedhofsgelände errichtet. Nun wurden die alten Gräber abgeräumt. Die meisten Grabsteine wurden vernichtet, einige wurden eingelagert.
Ab 1968 wurden die erhaltenen Grabsteine durch das Museum Eppstein ausgestellt. 1983 wurde die Burgstraße saniert. In diesem Zusammenhang wurden am Straßenrand auf dem Gelände des ehemaligen Friedhofs Parkplätze angelegt. Im Rahmen dieses Bauvorhabens wurden die erhaltenen Grabsteine 1985 wieder auf dem (Rest des) alten Friedhofs wieder aufgestellt und aufgearbeitet.
Die Anlage, die auch ein Sühnekreuz aus dem 14./16. Jahrhundert, eine lateinische Inschriftplatte (Antiqua) 1591 vom ehemaligen Friedhofstor und einen gusseisernen Laufbrunnen von 1886 umfasst steht unter Denkmalschutz.

## Grabsteine

### Wilhelm Ditz

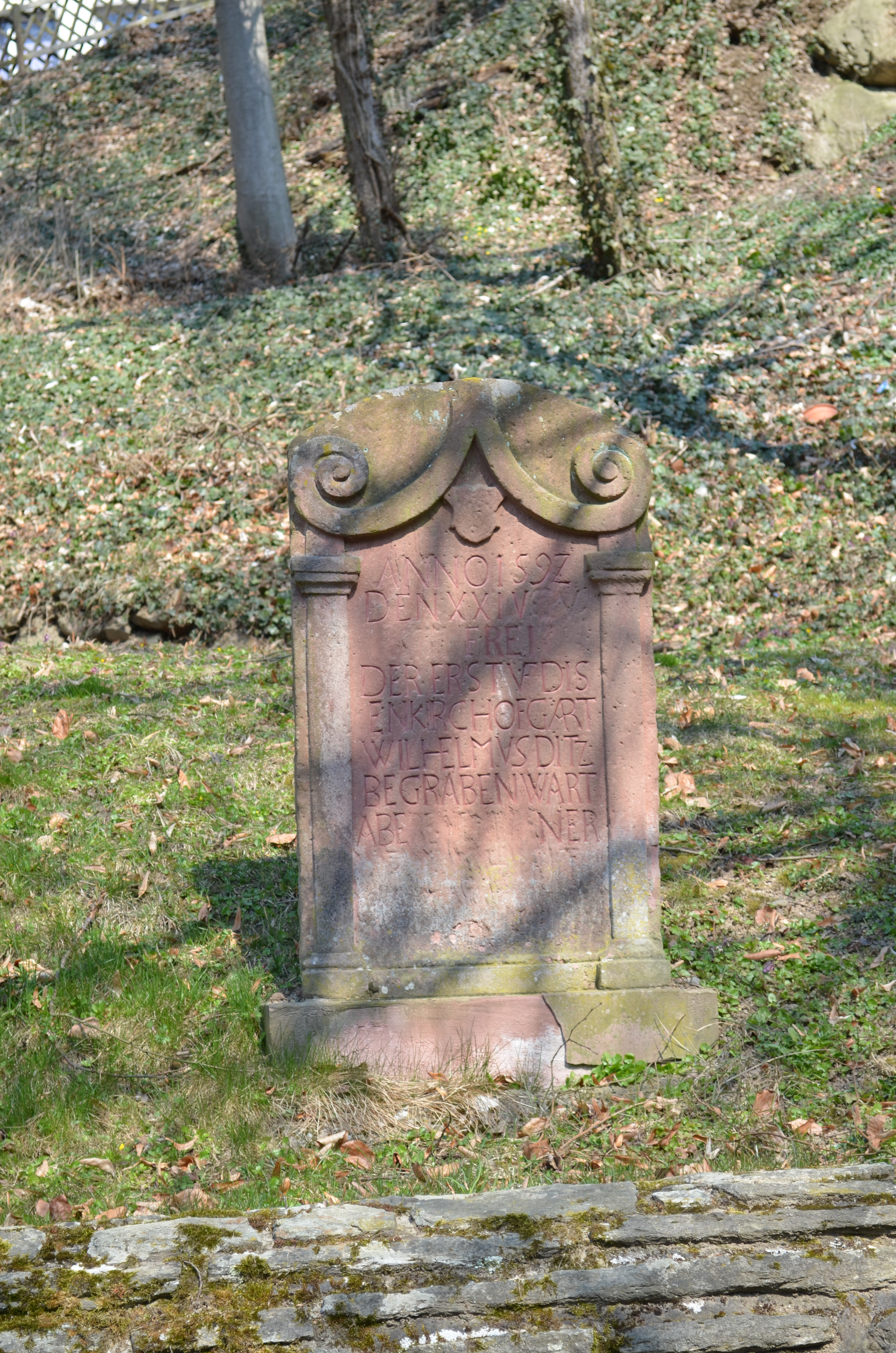
Grabstein Wilhelm Ditz

Der Grabstein von Wilhelm Ditz aus dem Jahr 1592 ist der älteste Grabstein auf dem alten Friedhof. Wilhelm Ditz wurde am 4. Oktober 1590 geboren und starb bereits 2 Jahre später, wohl am 21. August 1592. Sein Pate war Wilhelm Wilking der Gründer der Eisenhütte in Vockenhausen. Der Inschrift nach ist Wilhelm Ditz der erste der auf dem (damals neuen) Friedhof beerdigt wurde. Der Grabstein hat eine Größe von 115 mal 65 cm und ist aus rotem Sandstein gefertigt.

### Johann Philips Bechts

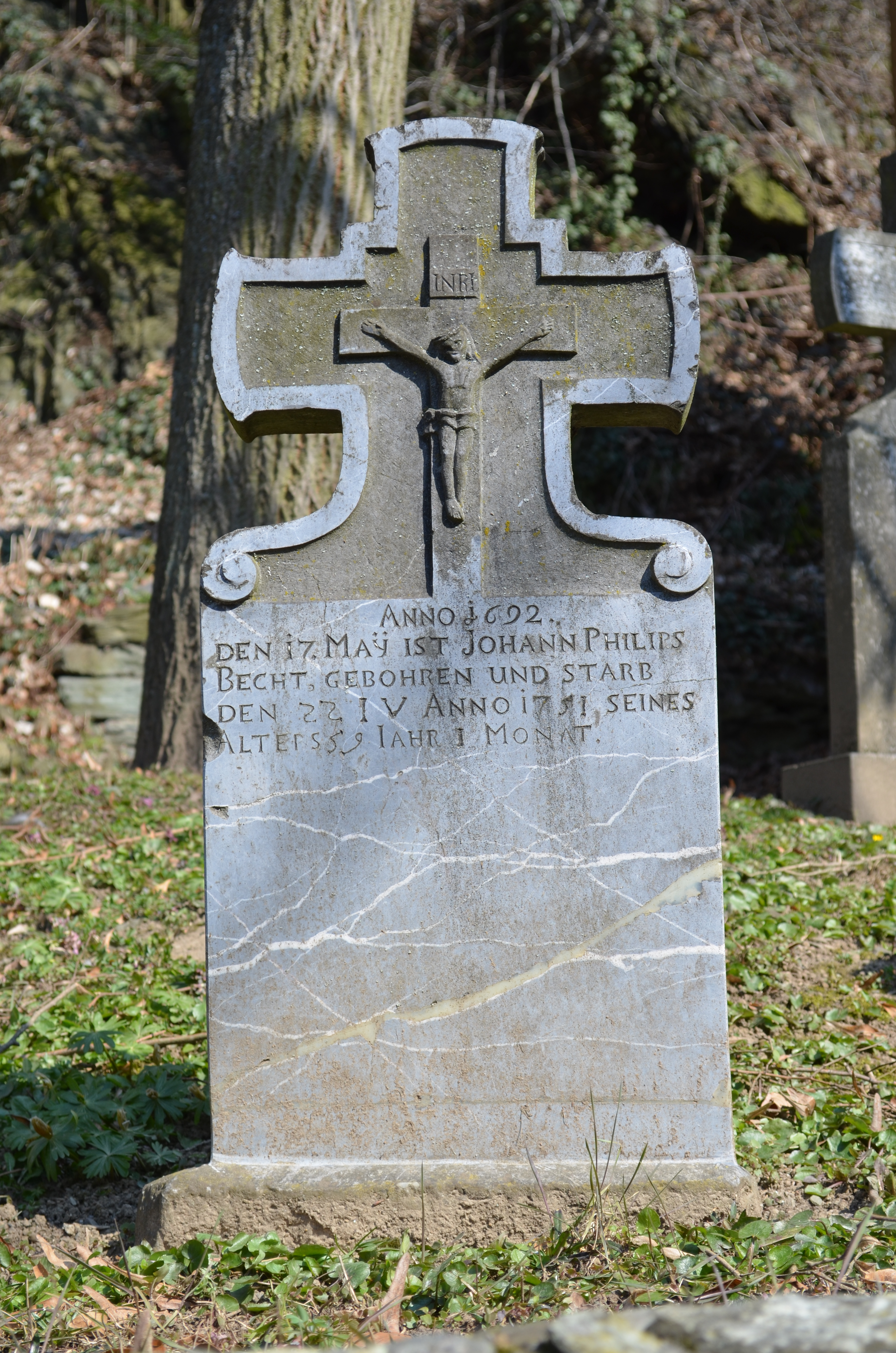
Grabstein Johann Philips Bechts

Johann Philips Bechts war Schuhmachermeister und stammte aus Delkenheim. 1714 heiratete er die Eppsteinerin Anna Maria Liensem. Der Grabstein in der Größe 83 mal 40 cm besteht aus einer Platte, die oben in Kreuzform ausläuft. Die Inschrift des Grabsteins lautet:

„Anno 1692
den 17. May ist Johann Phi-
lips
Becht gebohren und starb
den 22. IV. Anno 1751 seines
Alters 59 Jahr 1 Monat“

### Johan Andon Blecker

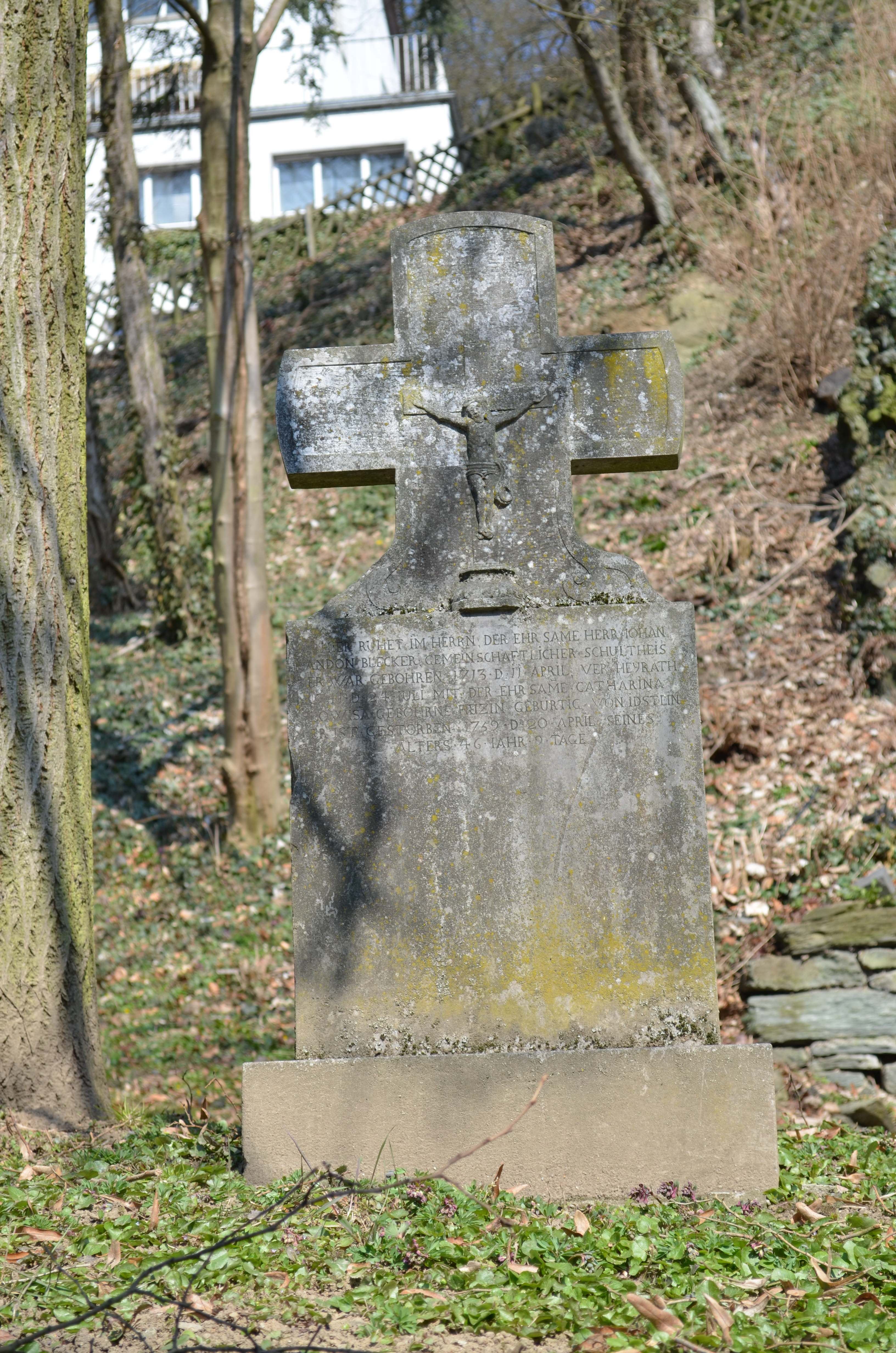
Grabstein Johan Andon Blecker

Johan Andon Blecker war Koch und Gastwirt und war 8 Jahre lang Schultheiß in Eppstein. Eppstein war seit 1581 zweiherrisch. Neben dem katholischen Kurmainz war das protestantische Hessen-Darmstadt Landesherr. Seit 1624 hatte Hessen die Dominanz und konnte den Schultheißen einsetzen, der protestantisch sein musste und gemeinsamer Beamter beider Herrschaften war. Blecker war spätestens seit 1743 mit Katharina Louisa, der Tochter der Idsteiner Küfers und Bierbrauers Johann Gottfried Fritz. Die Inschrift des 113 mal 84 cm großen Grabsteins lautet:

„Hier ruhert im Herrn der
ehrsame Herr Johann
Andon Blecker, gemein-
schaftlicher Schultheis.
Er war gebohren 1713 D. 11.
April. Verheirateth
1714 mit der ehr-
same Catharina
Lowisa gebohrne Frizin ge-
bürtig von Idstein.
Er ist gestorben 1759 D.
20. April seines
Alters 56 Jahr 9 Tage“

### Grabkreuz Jakob Ludwig Fliedner

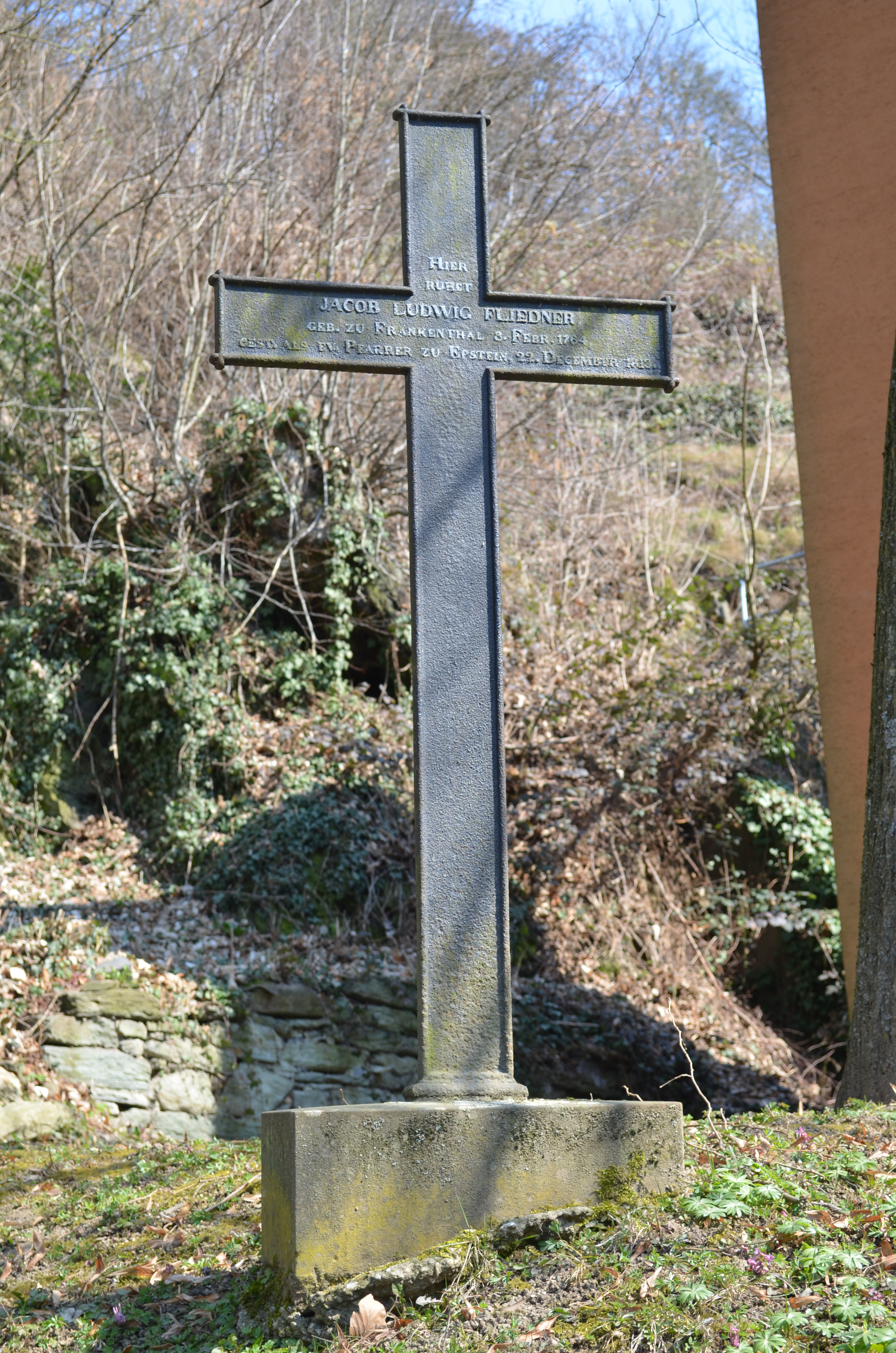
Grabkreuz Jakob Ludwig Fliedner

Jakob Ludwig Fliedner war ein Pfarrerssohn aus Frankenthal und war ab 1790 Landdiakon der hessischen Herrschaft Idstein und als Rektor der Lateinschule in Wallau. 1795 wurde er nach Eppstein versetzt. 
Das Grabkreuz im klassizistischen Stil in der Größe 160 mal 70 cm besteht aus Gusseisen. Die Inschrift des Grabkreuzes lautet:

„Hier
ruhet
Jacob Ludwig Fliedner
Geb. zu Frankenthal
3. Febr. 1764
Gest. als ev. Pfarrer zu
Eppstein 22. December 1813“

### Grabstein Gisbert Cathrein

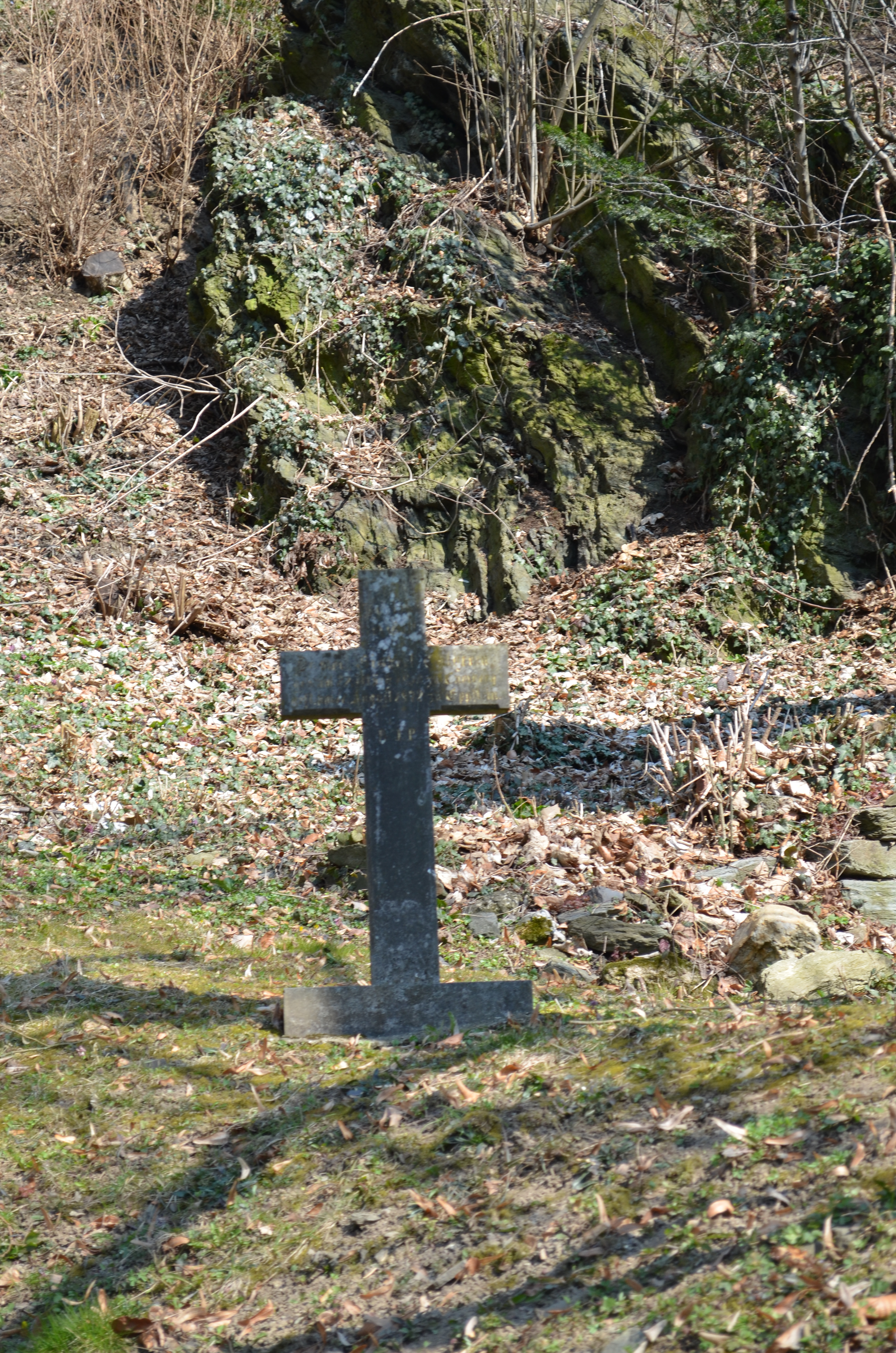
Grabstein Gisbert Cathrein

Gisbert Cathrein war Arzt und praktizierte ab 1863 in Rennerod. Seit 1865 wirkte er in Eppstein. 1867 ernannte ihn die Gemeinde zum Ortsarzt. Sein Onkel Dr. Moritz Lieber war einer der Führer der Zentrumspartei in Nassau, sein Cousin Dr. Ernst Lieber war für das Zentrum Abgeordneter im preußischen Abgeordnetenhaus. Er selbst trat jedoch aus der katholischen Kirche aus. Nach seinem Tode weigerte sich daher der katholische Pfarrer, eine kirchliche Beerdigung vorzunehmen. Diese nahm dann der evangelische Pfarrer vor.
Die Inschrift des 93 mal 46 cm großen Grabsteins aus Lahnmarmor lautet:

„Hier ruhet
in Gott
Dr. med. Gisbert Cathrein
Geb. am 22. März 1836 in Camberg
Ges. am 22. August 1872 in Eppstein
R.I.P.“